# Charadrius modestus
Charadrius modestus е вид птица от семейство Charadriidae.

## Разпространение
Видът е разпространен в Аржентина, Бразилия, Уругвай, Фолкландски острови и Чили.